# Mary Jo Catlett

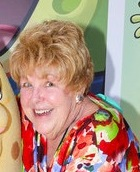
Mary Jo Catlett, 2013

Mary Jo Catlett (* 2. September 1938 in Denver, Colorado) ist eine US-amerikanische Schauspielerin und Synchronsprecherin.

## Leben
Mary Jo Catlett strebte ursprünglich eine Karriere als Opernsängerin an. Nach dem Ende ihrer Gesangsausbildung musste sie sich mit einer Tätigkeit in einem Callcenter über Wasser halten. Sie mietete eine günstige Wohnung in New York City und versuchte sich nun als Musicalsängerin. 1963 hatte sie ihr Off-Broadway-Debüt, und im Jahr darauf gehörte sie zum Originalcast der Broadwayproduktion von Hello, Dolly!. Es folgten weitere Broadway-Arrangements und Theatertourneen.
Ihr Spielfilmdebüt feierte Catlett 1971 in Woody Allens Bananas, allerdings in einer im Abspann nicht genannten Statistenrolle. Sie absolvierte Gastauftritte in verschiedenen Fernsehserien, aber erst durch eine landesweite Werbekampagne erlangte sie Bekanntheit beim US-amerikanischen Publikum. Ab 1977 war sie für mehrere Jahre das Werbegesicht der Insektizidmarke Black Flag, einem Mittel unter anderem gegen Kakerlaken. In den 1980er Jahren spielte Catlett die Rolle der Haushälterin Pearl Gallagher in der auch im deutschsprachigen Raum bekannten Fernsehserie Noch Fragen Arnold?. Nach dem Ende der Serie kehrte sie zum Theater zurück und war auf Bühnen in Pasadena und Los Angeles zu sehen. Daneben übernahm sie Gastrollen in Serien wie ALF, Mord ist ihr Hobby und Harrys wundersames Strafgericht. Für ihre Darstellung in der Seifenoper General Hospital war sie 1990 für einen Emmy nominiert. Bereits seit den 1980er Jahren war Catlett auch als Synchronsprecherin für Zeichentrickfilme tätig, darunter Die Schlümpfe und Rugrats. Seit 1998 spricht sie die Rolle der Mrs. Puff in der englischsprachigen Originalversion der Serie SpongeBob Schwammkopf, sowie darauf basierenden Spielfilmen, Computerspielen und Ablegern.

## Filmografie (Auswahl)

### Fernsehen
- 1975: Die Waltons (The Waltons)
- 1975: Kojak – Einsatz in Manhattan (Kojak)
- 1976: M*A*S*H
- 1976: Make-Up und Pistolen (Police Woman)
- 1978: Fantasy Island
- 1979: Ein Duke kommt selten allein (The Dukes of Hazzard)
- 1982–1986: Noch Fragen Arnold? (Diff’rent Strokes)
- 1986: ALF
- 1987: Mord ist ihr Hobby (Murder, She Wrote)
- 1989: Harrys wundersames Strafgericht (Night Court)
- 1998: X-Factor: Das Unfassbare (Beyond Belief: Fact or Fiction)
- 2009: Cold Case – Kein Opfer ist je vergessen (Cold Case)
- 2010: Glee
- 2011: 2 Broke Girls
- 2012: Desperate Housewives
- 2013: Modern Family
- 2013: Rizzoli & Isles
- 2013: The Mentalist

### Film
- 1971: Bananas
- 1977: Zwei ausgebuffte Profis (Semi-Tough)
- 1979: Der Champ (The Champ)
- 1982: Das schönste Freudenhaus in Texas (The Best Little Whorehouse in Texas)
- 1994: Serial Mom – Warum läßt Mama das Morden nicht? (Serial Mom)
- 2006: Die Bankdrücker (The Benchwarmers)
- 2014: Let’s be Cops – Die Party Bullen (Let’s be Cops)

## Broadway
- 1964: Hello, Dolly!
- 1969: Canterbury Tales
- 1972: Different Times
- 1972: Lysistrata
- 1973–1974: The Pajama Game
- 1982: Play Me a Country Song

## Auszeichnungen
- 1990: Daytime-Emmy-Nominierung für General Hospital